# Homologna vrsta
Homologna vrsta je niz kemijskih spojin z enako splošno kemijsko formulo, ki imajo zaradi enake funkcionalne skupine podobne kemijske lastnosti. V homologni vrsti obstajajo neki trendi fizikalnih in kemijskih lastnosti, ki so posledica naraščanja molekulske mase in velikosti molekule. Etan ima, na primer, višje vrelišče kot metan in propan večje kot etan, ker so v vsakem naslednjem členu zaradi večjega števila ogljikovih atomov močnejše tudi medmolekularne Van der Waalsove sile. Homologne vrste so najpogostejše pri organskih spojinah, nekaj pa jih je tudi pri anorganskih spojinah.

## Organske spojine
Najbolj znano homologno vrsto tvorijo alkani (parafini), podobno vrsto pa tvorijo tudi alkeni (olefini), metoksietani (etri), alkini itd., ki se med seboj razlikujejo za eno CH2 skupino in 14 atomskih masnih enot. Prvi členi homologne vrste alkanov so metan (CH4), etan (C2H6), propan (C3H8), butan (C4H10) in pentan (C5H12).
Podobno vrsto tvorijo, na primer, alkoholi, aldehidi, ketoni in karboksilne kisline. Homologna vrsta primarnih alkoholov se začenja z metanolom (CH3-OH) in se nadaljuje z etanolom (C2H5-OH) in propanolom (C3H7-OH). Podobno vrsto tvorijo sekundarni alkoholi (prvi člen je izopropanol, CH3-CHOH-CH3) in terciarni alkoholi (prvi člen je terc-butanol, CH3-C(CH3)OH-CH3).
| Homologna vrsta     | Splošna formula  | Primer     | Funkcionalna skupina |  |
| alkani              | CnH2n+2, n>0     | CH4, n=1   | -                    |  |
| alkili (radikali)   | CnH2n+2, n>0     | -CH3, n=1  | -                    |  |
| alkeni              | CnH2n, n>1       | C2H4, n=2  | C=C                  |  |
| alkini              | CnH2n–2, n>1     | C2H2, n=2  | C≡C                  |  |
| cikloalkani         | CnH2n, n>2       | C3H6, n=3  | -                    |  |
| cikloalkeni         | CnH2n-2, n>2     | C3H4, n=3, | C=C                  |  |
| cikloalkini         | CnH2n-4, n>2     | C4H4, n=4  | C≡C                  |  |
| alkoholi            | CnH2n+1OH, n>0   | CH3OH, n=1 | -OH                  |  |
| aldehidi            | CnH2n+1CHO, n>0  | HCHO, n=1  | -CHO                 |  |
| karboksilne kisline | CnH2n+1COOH, n>0 | HCOOH, n=1 | -COOH                |  |
| ogljikovi hidrati   | Cn(H2O)n, n>0    | C6H12O6    | -                    |  |
| fosfani             | PnHn+m, *        | -          | -                    |  |
| silani              | CnSinH2n+2, n>0  | C-         | -                    |  |
| borani              | BnHm, **         | -          | -                    |  |

Opomba:
(*) Fosfani: n = naravno število, m = 2, 0, -2, -4, -6...:

(**) Borani: n, m = naravno število)

## Homologni oksidi
Homologna vrsta ni značilna samo za organsko kemijo. Homologno vrsto s splošno formulo MenO2n-1 za 2<n<10 tvorijo tudi titanovi, vanadijevi in molibdenovi oksidi. (Me = Ti, V ali Mo).